# Sergio Rendine
Sergio Rendine (Napoli, 7 settembre 1954 – Pescara, 21 aprile 2023) è stato un compositore italiano.

## Biografia
Diplomatosi in Composizione presso il Conservatorio di Santa Cecilia di Roma con Domenico Guaccero e presso il Conservatorio Rossini di Pesaro in Musica Corale e Direzione di Coro, fu docente presso il Conservatorio dell'Aquila e direttore artistico del Festival della musica di Stoccarda dal 1988 al 1991 e del teatro Marrucino di Chieti dal 1997 al 2007. Fu anche direttore artistico dell'Orchestra Sinfonica Siciliana e della Stagione lirica di Lecce.
Compose le opere liriche Un segreto d'importanza, rappresentata per la prima volta nel 1992, e Romanza, rappresentata per la prima volta nel 2002. 
Tra le altre composizioni si ricordano o la Missa de beatificatione in onore di Padre Pio di Pietrelcina, rappresentata la prima volta in Vaticano, Sala Nervi, orchestra e coro del Teatro Marrucino di Chieti 2 maggio 1999; la Passio et Resurrectio, prima rappresentazione in Cattedrale di San Giustino in Chieti, orchestra e coro del Teatro Marrucino di Chieti 13 aprile 2000; la Sinfonia n.2 Andorrana, prima rappresentazione nell'Auditorio Nazionale della Musica di Madrid, 2007; e la Cadens Revixit - vita nuova di Paolo di Tarso, prima nella Basilica papale maggiore di San Paolo fuori le mura nel 2009.  
Le sue partiture sono state pubblicate, fra gli altri, da Ricordi e Sonzogno.